# Akulivik
Pour Akulivik (terre réservée inuit), voir Akulivik (terre réservée inuit).
Akulivik (en inuktitut : ᐊᑯᓕᕕᒃ) est un village nordique du Nunavik de l'administration régionale Kativik situé dans la région administrative du Nord-du-Québec, au Québec.
Akulivik est également le nom d'une terre réservée inuite.

## Géographie
L'étymologie du nom d'Akulivik est liée à sa géographie. En effet, il s'agit d'une péninsule qui avance dans la baie d'Hudson. Bordée de part et d'autre par deux étendues d'eau (l'embouchure de la rivière Illukotat au sud et une baie protégeant des vents forts au nord), elle rappelle donc le fourchon central d'un kakivak, c'est-à-dire le terme inuktitut désignant un harpon en forme de trident utilisé traditionnellement pour la pêche par les Inuit.
Le sol d'Akulivik est sablonneux et blanchâtre en raison des coquillages fossilisés et réduits en miettes remontant à la dernière ère glaciaire. La glace se retire assez tôt au printemps, ce qui fait d'Akulivik un lieu propice à la chasse. Le gibier y abonde et on y trouve différentes espèces, telles que le lagopède, le lièvre arctique et le renard arctique sur les monts D'Youville ou Qimiit, ainsi que de nombreuses espèces d'oiseaux (bernaches du Canada, oies des neiges) lors des périodes de migration (printemps ou été selon l'espèce),.
Les moules sont également présentes dans les eaux environnantes en raison de la stabilité des courants. Elles sont souvent pêchées à partir de l'île Smith (Qikirtajuaq), à quelques minutes du village. De plus, de nombreux lacs riches en poissons parsèment la région du village, et son relief est montagneux à plusieurs endroits.

## Histoire
Le village a été créé le 29 décembre 1979. Cependant, la colonisation des terres d'Akulivik a commencé en 1922, avec l'arrivée de trois familles inuites installant un campement sur l'île Smith, à 100 km de Puvirnituq. À l'approche de l'hiver, le campement dut se déplacer sur la terre ferme. En fait, le territoire occupé en hiver est une pointe rocheuse souvent représentée comme un trident, d'où le choix du nom Akulivik qui signifie en inuktitut pointe centrale d'un trident ou pointe de terre entre deux baies. Par la suite, cinq autres familles vinrent s'installer, encouragées par l'abondance du gibier, puis la Compagnie de la Baie d'Hudson procéda à l'ouverture d'un poste de traite en 1924. Du fait des difficultés de ravitaillement, la compagnie déplaça son poste sur l'Île Smith en 1928. Mais l'absence d'installations dotées de services essentiels et la maladie qui suivit décima une partie de la population. Le village est abandonné en 1955.
En 1973, un pasteur nommé Simon Aliqu revint sur le site du village pour y passer l'hiver. Par la suite, d'autres familles décidèrent de revenir, mais durent transporter leur maison sur des bateaux de fortune. La naissance de la municipalité de village nordique devint officielle, en 1979, des suites de la signature de la convention de la Baie James. Akulivik fut l'un des premiers villages à ratifier la convention à la suite de son adoption. 
Au XXIe siècle, les activités traditionnelles font toujours partie intégrante de la vie et la sculpture sur stéatite fait également la renommée du village.

### Chronologie
- 1922 : Début de la colonisation du territoire
- 1924 : Ouverture d'un poste de traite par la Compagnie de la Baie d'Hudson
- 1928 : Fermeture du poste de traite
- 1955 : Le village est complètement abandonné
- 1973 : Repeuplement du territoire
- 1979 : Signature de la Convention de la Baie James et création de la municipalité de village nordique d'Akulivik

## Démographie

### Population
| 1981 | 1996 | 2001 | 2006 | 2011 | 2016 |
| ---- | ---- | ---- | ---- | ---- | ---- |
| 255  | 411  | 472  | 507  | 615  | 633  |

### Langues
À Akulivik, selon l'Institut de la statistique du Québec, la langue la plus parlée le plus souvent à la maison en 2011 sur une population de 615 habitants, est l'inuktitut à 93,50 %, le français à 0,81 % et l'anglais à 4,88 %.

## Administration
| Période                                  | Période  | Identité      | Étiquette | Qualité |
| ---------------------------------------- | -------- | ------------- | --------- | ------- |
| ?                                        | 2015     | Adamie Alayco |           |         |
| 2015                                     | 2018     | Mark Qumak    |           |         |
| 2018                                     | 2021     | Eli Aullaluk  |           |         |
| 2021                                     | En cours | Eli Angiyou   |           |         |
| Les données manquantes sont à compléter. |          |               |           |         |

## Aéroport
Akulivik possède un aéroport (code AITA : AKV). Cet aéroport est notamment desservi par la compagnie aérienne Air Inuit.

## Service de police
Le service de police à Akulivik est assuré par le Corps de police régional Kativik.maintenant Service de police du Nunavik.

## Éducation
La Commission scolaire Kativik administre l'École Tukisiniarvik.

## Attraits touristiques
Outre l'observation de la faune locale, il est possible au printemps de participer à une visite guidée d'une journée sur l'île Smith avoisinante, les bernaches du Canada et les oies des neiges étant alors de retour de leur voyage migratoire.